# 木村政彦はなぜ力道山を殺さなかったのか
『木村政彦はなぜ力道山を殺さなかったのか』（きむらまさひこはなぜりきどうざんをころさなかったのか）は、増田俊也による長編ノンフィクション。
『ゴング格闘技』誌上で2008年1月号から2011年7月号にかけて連載、2011年9月30日に新潮社から単行本として発売され、発売半年で18刷のベストセラーとなった。第43回大宅壮一ノンフィクション賞、第11回新潮ドキュメント賞受賞作。

## 概要
史上最強の柔道家と呼ばれる木村政彦の生涯を書いた評伝。その過程で、明治、大正、昭和、平成にかけての柔道史と、世界の総合格闘技（MMA）史や、空手、合気道、ブラジリアン柔術、プロレス史などに触れられている。
昭和12年から全日本柔道選手権を13年連続で保持し、「木村の前に木村なく、木村の後に木村なし」「鬼の木村」と讃えられた木村の生涯を、新聞記者出身の作者が、これまでに築いた取材力と人脈を活かしながら、18年の取材執筆をもとに書かれている。
2013年4月からは『週刊大衆』（双葉社）において、内容を大幅にアレンジした漫画化作品『KIMURA』（作画：原田久仁信）が連載開始された。

## あらすじ

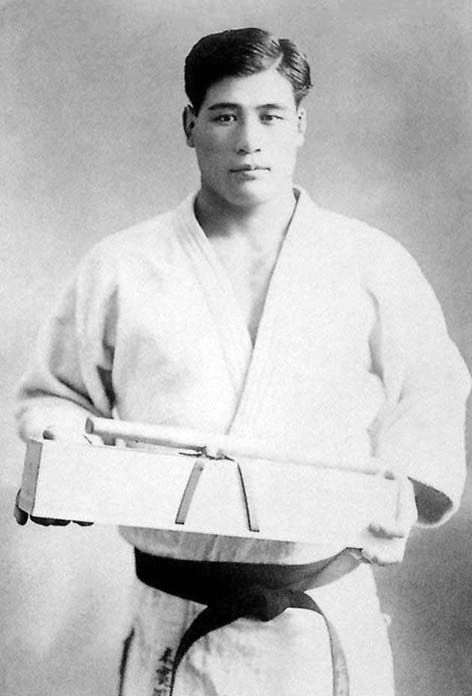
天覧試合で昭和天皇から下賜された短刀を手にする木村政彦（1940年、22歳）

同郷熊本出身で「鬼の牛島」と呼ばれた牛島辰熊によって才能を見出された木村政彦は故郷熊本を離れ、東京の牛島塾で訓練を受け、全日本選手権を連覇、1940年の天覧試合を制する。しかし、戦争で柔道から離れざるをえず、戦後もGHQによって軍国主義的との烙印を押された柔道は禁止され続け、不遇の時代を過ごす柔道家のために師匠牛島はプロ柔道を旗揚げし、木村政彦も参戦する。
しかし、興行の失敗で師弟は袂を分かち、木村は海外へ渡る。ブラジルのマラカナンスタジアムでエリオ・グレイシーの挑戦を受け、これを退けた木村はアメリカ本土に渡りプロレスラーとなった。やがて帰国した木村は、別ルートでプロレスラーとなり、日本にプロレスブームを引き起こした元大相撲関脇の力道山とタッグを組むようになる。しかし、プロレスに適応できず、負け役ばかりの現状に耐えかねた木村は、「真剣勝負で決着をつけよう」とマスコミを通じ力道山に宣戦布告する。ここに「昭和の巌流島」と呼ばれる試合が行われることとなる。

## 反響と評価
原稿用紙1600枚、700ページを超える2段組という異例の大著のため、新潮社から単行本が発売されると、新聞各紙、週刊誌、月刊誌などで書評が次々と出され、様々な意見が交差した。以下に代表的な書評を一部引用する。
- 杉江松恋は「増田は心情の上で明らかに木村贔屓だ。なんとか文章によって木村を救おう、名誉を回復しようという気持ちが行間から滲んで見える。しかしノンフィクションの著者として公平でもあろうとする。その揺れ方に著者・増田俊也の人間が見えている」[4]。
- 後藤正治は緻密な内容と迫力を評価しつつも「執念には感服するが、表題にも示される過剰なまでの思い入れ、さらに少々大仰な言葉遣いに引っ掛かる」とタイトル名を含め批評しながら、「違和感を伴いつつも引き込まれたのは、著者の柔術的腕力に押さえ込まれたからだろう」と作品の力を認めている[5]。
- 夢枕獏は「木村のさまよえる魂を追いつめてゆき、いよいよ著者は木村の介錯を試みるのだが、これはむしろ著者が著者自身の首を自ら介錯するシーンとして読むべきだろう」[6]。
- 五木寛之は「木村政彦という一人の男の天才と同時に、その人間的な弱さをもきちんと書いている」[7]。
- 佐野眞一は「取材に18年かかった本書の結末は、著者の木村への愛情が涙となってにじんでいる」[8]。
- 椹木野衣は「十八年に及ぶ探求の果て、著者が末尾に書き付けた言葉は、格闘技の極北の姿を示すものとして、壮絶かつ想像を絶していた。ニーチェの言葉を借りて言えば、この本は正に血と化した精神で書かれている」[9]。
- 平野啓一郎は「生き恥をさらし続けた木村政彦に対し、著者は最後まで、爽やかな憧れと敬愛の念を捨てない。その目差しのやさしさが読者の胸を打つ。この本にはやるせなさが満ちている」[10]。

## 連載版と書籍版
| 話数       | 『ゴング格闘技』サブタイトル                                  | 新潮社書籍                                    | 初出         |
| ---------- | ------------------------------------------------------------- | --------------------------------------------- | ------------ |
| 第一回     |                                                               | プロローグ                                    | 2008年1月号  |
| 第二回     |                                                               | 第1章 巌流島の朝                              | 2008年2月号  |
| 第三回     | 木村政彦vs力道山、闇に葬られた6分間の真実に迫る               |                                               | 2008年3月号  |
| 第四回     | “鬼の師弟”の誕生                                              | 第2章 熊本の怪童                              | 2008年4月号  |
| 第五回     |                                                               | 第3章 鬼の牛島辰熊                            | 2008年5月号  |
| 第六回     |                                                               | 第4章 武徳会と阿部謙四郎                      | 2008年6月号  |
| 第七回     |                                                               | 第5章 木村政彦と高専柔道                      | 2008年7月号  |
| 第八回     | 木村政彦、知られざる高専柔道での戦い                          | 第6章 拓大予科の高専大会優勝                  | 2008年8月号  |
| 第九回     | 全日本選士権三連覇、いよいよ全盛時代へ                        | 第7章 全日本選士権3連覇                       | 2008年9月号  |
| 第十回     | 「最強柔道家」論争！ 木村、ヘーシンク、ルスカ、そして山下泰裕 |                                               | 2008年10月号 |
| 第十一回   | 木村政彦vs山下泰裕、もし戦わば〈立ち技篇〉                    |                                               | 2008年11月号 |
| 第十二回   | 木村政彦vs山下泰裕、もし戦わば〈寝技篇〉                      |                                               | 2008年12月号 |
| 第十三回   | バンカラ牛島塾時代                                            | 第9章 悪童木村と思想家牛島                    | 2009年1月号  |
| 第十四回   | 鬼の師弟悲願の天覧試合制覇                                    | 第8章 師弟悲願の天覧試合制覇                  | 2009年2月号  |
| 第十五回   | 柔道家として、思想家として―                                   | 第9章 悪童木村と思想家牛島                    | 2009年4月号  |
| 第十六回   | 東条英機を暗殺せよ！                                          | 第10章 東條英機を暗殺せよ                     | 2009年5月号  |
| 第十七回   | “すてごろ”木村の闇屋時代                                      | 第11章 終戦、そして戦後闇屋の頃               | 2009年6月号  |
| 第十八回   | “不遇の天才”阿部謙四郎と“三角絞めの父”金光弥一兵衛            | 第12章 武徳会と高専柔道の消滅                 | 2009年7月号  |
| 第十九回   | 木村最後の全日本選手権                                        | 第13章 アマ最後の伝説の2試合                  | 2009年8月号  |
| 第二十回   | 「プロ柔道」の始まり                                          | 第14章 プロ柔道の旗揚げ                       | 2009年9月号  |
| 第二十一回 | プロ柔道の旗揚げ                                              | 第15章 木村、プロ柔道でも王者に               | 2009年10月号 |
| 第二十二回 | 「プロ柔道」はなぜ崩壊したのか？                              | 第16章 プロ柔道崩壊の本当の理由               | 2009年11月号 |
| 第二十三回 | 激動のハワイ篇                                                | 第17章 ハワイへの逃亡                         | 2010年1月号  |
| 第二十四回 | ブラジルを目指した柔道家たち                                  | 第18章 ブラジルと柔道、そしてブラジリアン柔術 | 2010年2月号  |
| 第二十五回 | 木村政彦、ブラジルに立つ                                      | 第19章 鬼の木村、ブラジルに立つ               | 2010年3月号  |
| 第二十六回 | エリオ･グレイシー、現る                                       | 第20章 エリオ・グレイシーの挑戦               | 2010年4月号  |
| 第二十七回 | 木村政彦対エリオ・グレイシー                                  | 第21章 マラカナンスタジアムの戦い             | 2010年5月号  |
| 番外篇     | それは猪瀬直樹への挑戦から始まった                            |                                               | 2010年6月号  |
| 第二十八回 | 力道山という、もう一人の怪物                                  | 第22章 もう一人の怪物、力道山                 | 2010年7月号  |
| 第二十九回 | “プロレスラー”力道山、誕生                                    | 第23章 日本のプロレスの夜明け                 | 2010年8月号  |
| 第三十回   | 大山倍達は本物だったのか？                                    | 第24章 大山倍達の虚実                         | 2010年10月号 |
| 第三十一回 | プロレスという“興行”戦争                                      | 第25章 プロレス団体旗揚げをめぐる攻防         | 2010年11月号 |
| 第三十二回 | 木村は力道山の“引き立て役”だったのか？                        | 第26章 木村は本当に負け役だったのか           | 2010年12月号 |
| 第三十三回 | 巌流島決戦前夜                                                | 第27章 「真剣勝負なら負けない」               | 2011年1月号  |
| 第三十四回 | 木村政彦vs力道山                                              | 第28章 木村政彦vs力道山                       | 2011年2月号  |
| 第三十五回 | 木村政彦、拓大に帰る                                          | 第29章 海外放浪へ                             | 2011年4月号  |
| 第三十六回 | 力道山、死す                                                  | 第30章 木村政彦、拓大へ帰る                   | 2011年5月号  |
| 第三十七回 | 復讐の夏                                                      | 第31章 復讐の夏                               | 2011年6月号  |
| 最終回     | 木村政彦の柔                                                  | 第32章 木村政彦はなぜ力道山を殺さなかったのか | 2011年7月号  |